# Okres Kiskunhalas
Okres Kiskunhalas (maďarsky Kiskunhalasi kistérség) je okres v Maďarsku v župě Bács-Kiskun. Jeho správním centrem je město Kiskunhalas.

## Sídla
V okrese se nachází celkem 9 měst a obcí.
Města
- Kiskunhalas
- Tompa

Obce
- Balotaszállás
- Harkakötöny
- Kelebia
- Kisszállás
- Kunfehértó
- Pirtó
- Zsana